# Asking Alexandria
Asking Alexandria är ett brittiskt metalcore-band från York, North Yorkshire. Bandet bildades 2008 när gitarristen Ben Bruce kontaktade sina gamla kompisar efter att ha bott i Dubai. Den nuvarande uppställningen består av Ben Bruce (gitarr) och bakgrundssång, Danny Worsnop (sång), Cameron Liddell (kompgitarr), Sam Bettley (Elbas) och James Cassells (trummor).

## Historia

### Starten ochStand Up and Scream(2008–2009)
Asking Alexandria har sina rötter i Dubai, Förenade Arabemiraten, där gitarristen Ben Bruce startade ett band och släppte ett fullängdsalbum (betitlat The Irony of Your Perfection) under namnet Asking Alexandria. Bandet splittrades kort därefter och Bruce gjorde ett uttalande vid ett senare tillfälle om att bandet känt som Asking Alexandria från Dubai endast hade namnet i ungefär en månad innan de upplöstes, därför turnerade bandet aldrig.
2008 flyttade Bruce tillbaka till Storbritannien och lämnade sina tidigare bandmedlemmar bakom sig. Bruce hade dock inga planer på att lägga sin musikkarriär på is och inte långt efter flytten började han om på nytt med nya medlemmar, men bestämde sig för att behålla namnet Asking Alexandria. Bruce har uppgett att det var han som kom på namnet, att han fortfarande gillade det och att meningen bakom namnet fortfarande återstod, därför bestämde han sig för att behålla namnet även i det nya projektet. Han betonade också i samma blogginlägg att det nuvarande Asking Alexandria inte är samma band som skrev The Irony of Your Perfection, därför är de två olika band, trots deras förbindelse. Samma uttalande har betonats i intervjuer och förvirrar fortfarande många fans.
Asking Alexandria har, sedan formationen 2008, genomgått en del medlemsändringar, bland annat gick de från en sextett till en kvintett, efter att syntspelaren Ryan Binns lämnat. Den senast kända ändringen var basisten Sam Bettley, som ersatte Joe Lancaster i januari 2009. Lancaster gjorde sitt sista framträdande på Fibbers i deras hemstad York den 4 januari. Bandet åkte till USA dagen efter uppträdandet för att promota sin musik genom spelningar samt förbereda sig för inspelningen av deras första studioalbum.
Efter att ha tillbringat 2008 och de första månaderna av 2009 med att turnera, spelade bandet in sitt debutalbum mellan 19 maj och 16 juni på The Foundation Recording Studios i Connersville, Indiana med producenten Joey Sturgis. De tillkännagav sitt kontrakt med Sumerian Records kort efter att de var klara med inspelningen och släppte debutalbumet, Stand Up and Scream, den 15 september 2009 genom sitt nya skivbolag. Bandet spenderade 2009 med fokus på att nå framgång i USA, och turnerade med välkända band som Alesana, Enter Shikari, The Bled och Evergreen Terrace.

### Reckless & Relentless(2010–2011)
Den 22 december 2009 annonserade Asking Alexandria att de skulle börja jobba på ett andra album i januari. De meddelade att de skulle strömma delar av skrivprocessen genom en webbkamera via tjänsten Stickam. Det var även tänkt att de skulle gå in i studion den 1 september, men bandet meddelade senare via sin officiella Twitter att de inte skulle börja spela in albumet förrän den 22 juni 2010. Bandet bekräftade genom en intervju med Shred News att albumet var planerat att släppas tidigt 2011 och att det innehöll 12 låtar. Under mars 2009 begav sig bandet ut på en turné tillsammans med Attack Attack!, Breathe Carolina, I See Stars och Bury Tomorrow. Turnén sträckte sig till april och slutade tio dagar innan de åkte iväg på deras första Europaturné med Dance Gavin Dance och In Fear and Faith.
Asking Alexandria tillkännagav sin första turné som huvudband den 2 mars 2010, som ägde rum i Nordamerika mellan maj och början på juni. We Came as Romans, From First to Last, Our Last Night och A Bullet for Pretty Boy åkte med som förband. Bruce bekräftade även i en intervju med Inside Heavy att bandet skulle göra ett framträdande på Thrash and Burn-festivalen som förband. De spelade även in en cover på Right Now (Na Na Na) av Akon. Låten var med på albumet Punk Goes Pop 3, som släpptes i november 2010. Under en spelning i Las Cruces, New Mexico berättade Bruce att det nya albumet skulle gå att förhandsboka i december. Han berättade även att de planerade att släppa en återutgivning av Stand Up and Scream, med mer av en dubstep-känsla.
Den 21 december 2010 släppte bandet en EP betitlad Life Gone Wild. EP:n innehöll en ny låt, "Breathless", dubstep-remixar av "A Single Moment of Sincerity" och "Not the American Average", två Skid Row-covers ("18 and Life" och "Youth Gone Wild") samt en tidigare outgiven demo-version av "I Was Once, Possibly, Maybe, Perhaps a Cowboy King".
Den 5 april 2011 släpptes Asking Alexandrias andra studioalbum, Reckless & Relentless som planerat. Den 11 april gjorde bandet sin TV-debut, när de framförde låtarna "Someone, Somewhere" och "Closure" på Jimmy Kimmel Live!.
Bandet släppte en musikvideo för albumets första singel, "Closure", den 5 juli 2011, regisserad av Thunder Down Country. Den 15 juli 2011 släppte bandet en musikvideo för "To the Stage", regisserad av Frankie Nasso. I september meddelade sångaren Danny Worsnop i en video på hans officiella Youtube-kanal att han skulle släppa ett soloalbum i framtiden. Han släppte ett smakprov av en låt som han spelat in, betitlad "Photograph". Asking Alexandria släppte en musikvideo för "Not the American Average", från deras debutalbum, den 17 oktober 2011. Den 17 november var bandet förband till Guns N' Roses när de spelade på Izod Center.
Den 21 november 2011 släppte bandet remixalbumet Stepped Up and Scratched. Albumet var från början tänkt att släppas ett år tidigare, men blev framskjutet ett flertal gånger på grund av olika orsaker.

### Kortfilm och nytt album (2012– )
Asking Alexandria skriver för tillfället material till deras tredje studioalbum. Revolver Magazine inkluderade albumet på sin lista över album som de mest ser fram emot under 2012. På frågan om hur albumet kommer att låta, svarade Worsnop att det är en blandning mellan Mötley Crüe och Slipknot.
Den 1 maj 2012 släppte Asking Alexandria en trailer för en ny "chockerande" kortfilm, betitlad Through Sin + Self Destruction. Releasedatumet fastställdes till 15 maj. Filmen utlovade en "kontroversiell, ocensurerad inblick i en ny eras rockstjärnor för dagens generations liv". Filmen innehåller en trilogi av tre musikvideor från bandets andra album, Reckless and Relentless. Låtarna som medverkar är Reckless and Relentless, To the Stage och Dear Insanity. Filmen finns endast tillgänglig för köp på den amerikanska versionen av iTunes. Den 28 juni 2012 laddade bandets skivbolag, Sumerian Records, upp kortfilmen på YouTube.
Den 13 augusti 2012 utannonserade Asking Alexandria på sin Facebook-sida att en ny singel, betitlad "Run Free", fanns tillgänglig för gratis nedladdning genom ett samarbete med Axe.
Enligt musikmagasinet Rock Sound kommer bandets nya album, som heter From Death To Destiny, att släppas den 6 augusti 2013.

## Medlemmar
Nuvarande medlemmar
- Ben Bruce – sologitarr, programmering, sång, keyboard (2008– )
- James Cassells – trummor (2008– )
- Cameron Liddell – kompgitarr, sologitarr (2008– )
- Sam Bettley – basgitarr (2009– )
- Danny Worsnop – sång, keyboard, programmering (2008–), gitarr (2013–2015, 2016– )

Tidigare medlemmar
- Ryan Binns – keyboard, synthesizer, programmering (2008)
- Joe Lancaster – basgitarr (2008–2009)
- Kieran 'Dougie' Taffinder – trummor (2008)
- Robin Everett – gitarr (2008)
- Denis Stoff - sång (2015–2016)

## Diskografi
Studioalbum
| År   | Album                 | Skivbolag        | Listplacering | Listplacering | Listplacering | Listplacering |
| År   | Album                 | Skivbolag        | US 200        | US Indie      | AUS           | UK            |
| ---- | --------------------- | ---------------- | ------------- | ------------- | ------------- | ------------- |
| 2009 | Stand Up and Scream   | Sumerian Records | 170           | 29            | —             | —             |
| 2011 | Reckless & Relentless | Sumerian Records | 9             | 3             | 30            | 98            |
| 2013 | From Death to Destiny | Sumerian Records | 5             | 1             | 11            | 8             |
| 2016 | The Black             | Sumerian Records |               |               |               |               |
| 2016 | Asking Alexandria     | Sumerian Records |               |               |               |               |

| 2020 | Like A House on Fire | Sumerian Records |  |
|      |                      |                  |  |
|      |                      |                  |  |
|      |                      |                  |  |

EPs
| År   | Titel                                                      | Skivbolag        |
| ---- | ---------------------------------------------------------- | ---------------- |
| 2010 | Life Gone Wild                                             | Sumerian Records |
| 2012 | Under the Influence: A Tribute to the Legends of Hard Rock | Sumerian Records |

Remixalbum
| År   | Album                    | Skivbolag        |
| ---- | ------------------------ | ---------------- |
| 2011 | Stepped Up and Scratched | Sumerian Records |

Singlar
| År   | Låt                                                                        | Album                    |
| ---- | -------------------------------------------------------------------------- | ------------------------ |
| 2009 | "The Final Episode (Lets Change the Channel)"                              | Stand Up and Scream      |
| 2010 | "If You Can't Ride Two Horses at Once... You Should Get Out of the Circus" | Stand Up and Scream      |
| 2010 | "Right Now (Na Na Na)"                                                     | Punk Goes Pop 3          |
| 2011 | "A Prophecy"                                                               | Stand Up and Scream      |
| 2011 | "Morte et Dabo"                                                            | Reckless & Relentless    |
| 2011 | "Breathless"                                                               | Reckless & Relentless    |
| 2011 | "Someone, Somewhere"                                                       | Reckless & Relentless    |
| 2011 | "Final Episode (Let's Change the Channel) (Borgore Remix)"                 | Stepped Up and Scratched |
| 2011 | "Closure"                                                                  | Reckless & Relentless    |
| 2011 | "To the Stage"                                                             | Reckless & Relentless    |
| 2011 | "Another Bottle Down (Tomba Remix)"                                        | Stepped Up and Scratched |
| 2011 | "Reckless & Relentless (Document One Remix)"                               | Stepped Up and Scratched |
| 2011 | "Not the American Average"                                                 | Stand Up and Scream      |
| 2011 | "A Lesson Never Learned (Celldweller Remix)"                               | Stepped Up and Scratched |
| 2012 | "Run Free"                                                                 | From Death to Destiny    |
| 2015 | ''I Won't Give In'' ''Undivided''                                          | The Black                |
| 2016 | ''The Black'' ''Let It Sleep''                                             | The Black                |

## Musikvideor
| År   | Titel                                                                      | Regissör                |
| ---- | -------------------------------------------------------------------------- | ----------------------- |
| 2009 | "Final Episode (Let's Change the Channel)"                                 | Robby Starbuck          |
| 2010 | "A Prophecy"                                                               | Robby Starbuck          |
| 2010 | "If You Can't Ride Two Horses at Once... You Should Get Out of the Circus" | Nicholas Scott Chiasson |
| 2011 | "Closure"                                                                  | Thunder Down Country    |
| 2011 | "To the Stage"                                                             | Frankie Nasso           |
| 2011 | "Not the American Average"                                                 | Frankie Nasso           |
| 2012 | "Reckless & Relentless"                                                    | Frankie Nasso           |
| 2012 | "Dear Insanity"                                                            | Frankie Nasso           |
| 2012 | "Breathless"                                                               | Frankie Nasso           |